# Constant van Wessem
Jacques Constant van Wessem (Den Haag, 25 april 1891 - Wassenaar, 21 december 1954) was een Nederlands (roman)schrijver, vertaler en essayist.

## Levensloop

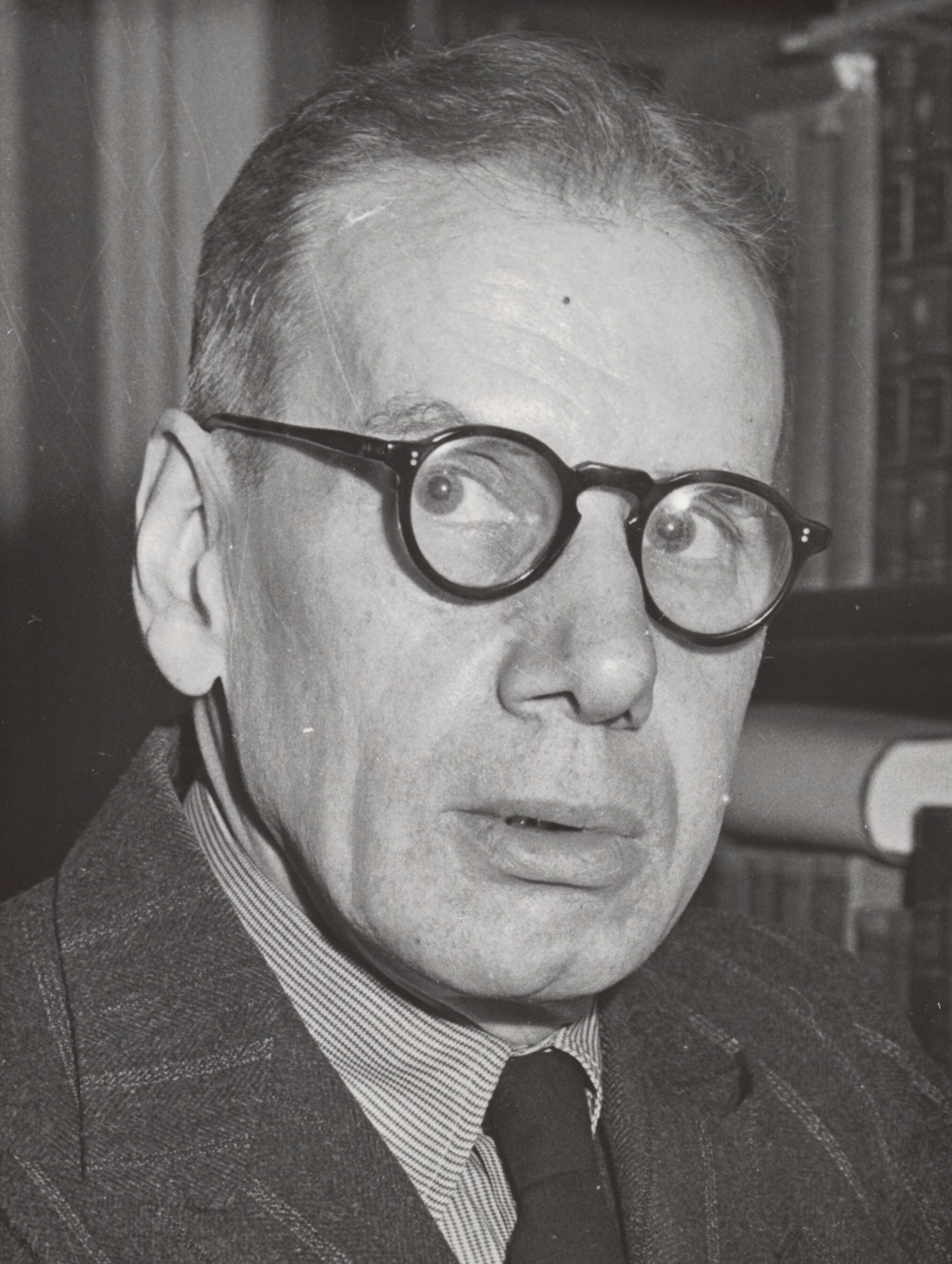
Constant van Wessem in 1954

Constant van Wessem was na zijn studie van 1917 tot en met 1922 redacteur van Het Getij en van 1924 tot en met 1938 met enige onderbrekingen van De Vrije Bladen. Deze twee periodieken worden thans gezien als de voornaamste Nederlandse literaire tijdschriften voor jongeren in de jaren tien en twintig van de twintigste eeuw. In 1929 publiceerde Van Wessem in De Vrije Bladen het vijfdelige essay 'Het moderne proza'. Deze verhandeling wordt beschouwd als een van de belangrijkste bijdragen aan de theorievorming over het Nederlandse literaire proza in het interbellum. Ook met de korte roman Lessen in charleston (1931) droeg Van Wessem bij aan de vernieuwing van het proza die in de context van de nieuwe zakelijkheid is te plaatsen. Hendrik Marsman schreef het voorwoord voor de tweede druk van deze roman. Die kwam in 1937 uit onder de titel Celly. Lessen in charleston. Al eerder brak Van Wessem met de realistische conventies van het proza in zijn zogenaamde 'fantasie-stukken', die hij vanaf 1917 in Het Getij en in De Vrije Bladen onder het pseudoniem Frederik Chasalle publiceerde. In deze korte schetsen en prozagedichten trachtte Van Wessem het dynamische moderne levensgevoel te vangen in beelden van spel, acrobaten, clowns, vuurwerk, koorddansers en 'zweefdames'. 
Ook was Van Wessem enige tijd lid van de redactie van Filmliga (1927-1933), het tijdschrift van De Nederlandsche Filmliga. Hij was een van de eersten die wezen op het belang van het nieuwe medium van de avantgardistische film voor de vernieuwing van het proza. In dit kader dient het speciale, geheel aan de film gewijde nummer van De Vrije Bladen genoemd te worden dat Van Wessem in 1926 samenstelde. Vanwege zijn voorkeur voor de muziek schreef van Wessem muziekkritieken, muziekstudies en biografieën over componisten. In zijn historische werken keerde dit biografische element ook terug. Samen met Cees Kelk publiceerde Van Wessem in 1921 onder zijn pseudoniem Frederik Chasalle het dichtbundeltje Lampions in den wind en enkele toneelstukken. In 1951 kreeg Van Wessem de eerste Marianne Philipsprijs toegekend voor zijn gehele oeuvre.